# Pulvérisateur insecticide

Pulvérisateur manuel de marque FLIT de 1928, version allemande

Un pulvérisateur insecticide est un modèle spécifique de pulvérisateur pour produit insecticide à pompe manuelle, produit entre les années 1920 et le milieu des années 1950. Autrefois couramment utilisés dans les foyers, les pulvérisateurs manuels ont été remplacés par des bombes aérosols à usage unique et sont tombés en désuétude.

## Nom de l'appareil
Cette forme de pulvérisateur est connue sous divers noms, particulièrement des noms de marques, comme « Flit gun » aux États-Unis ou « Fly-tox » en France. Flit était une marque de produit insecticide, appartenant à la Standard Oil Company of New Jersey, devenue ExxonMobil depuis. Fly-tox était une marque française qui produisait aussi bien le liquide insecticide, à base de DDT, que l'appareil.

## Description de l'appareil

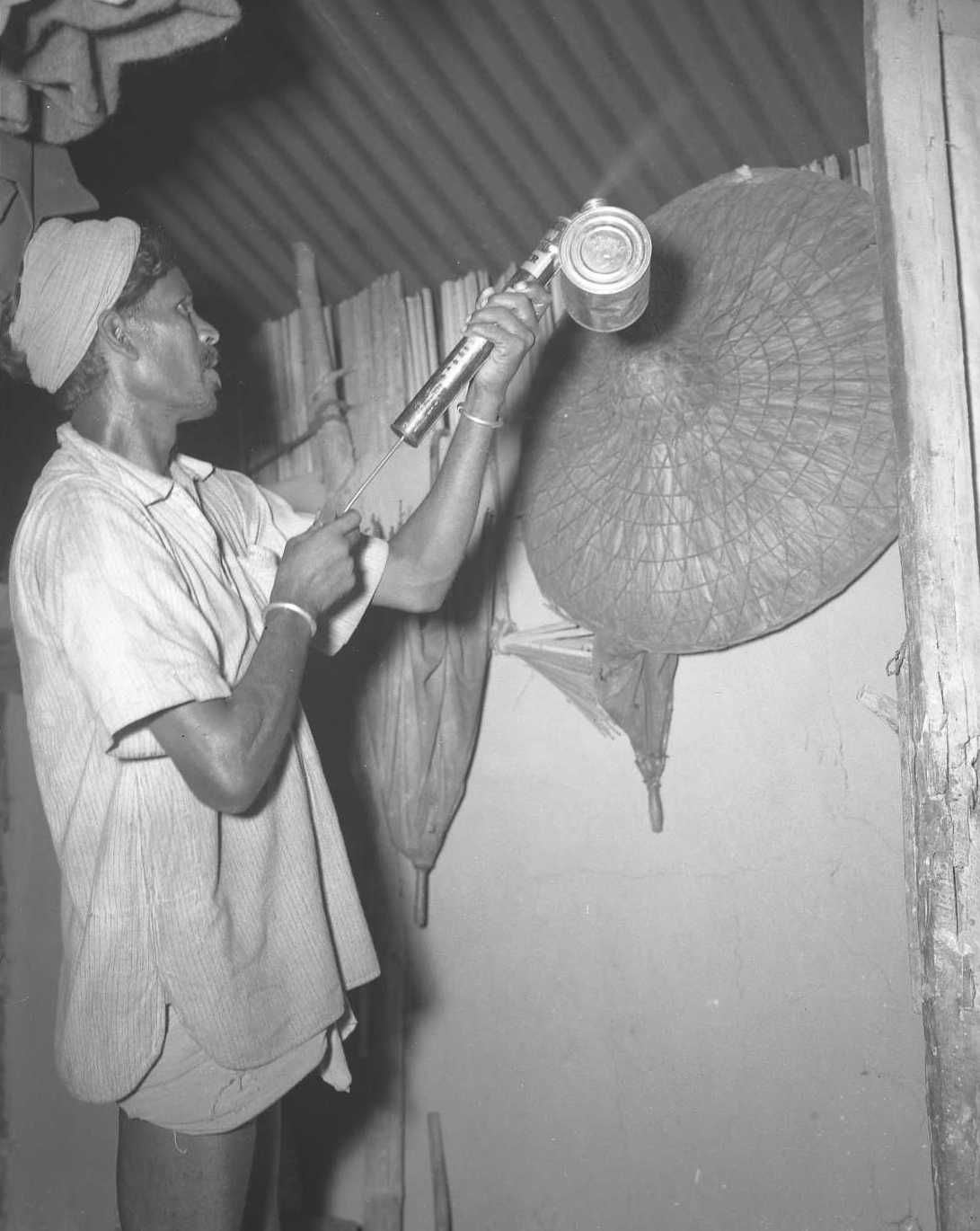
Pulvérisation anti-paludisme, pendant la 2e GM, NMHM

Un pulvérisateur insecticide manuel se compose d'un cylindre de pompe pneumatique avec un piston manuel pour pousser l'air à travers une buse située à l'avant. Sous l'avant du cylindre principal est accroché un récipient cylindrique qui sert de réservoir pour le liquide insecticide, ce réservoir étant placé perpendiculairement au premier tube. 
Dans les premières versions, le réservoir est fixé en permanence à la pompe et équipé d'un bouchon à vis amovible et étanche permettant le remplissage. Dans les versions ultérieures, le réservoir d'insecticide est fixé à la pompe à l'aide d'un raccord à vis et d'un joint d'étanchéité, de sorte qu'il peut être facilement dévissé pour le remplissage, ou simplement échangé. Un tube de Venturi s'étend du cylindre de la pompe vers le bas dans le réservoir et l'extrémité supérieure du Venturi est positionnée devant la buse de sortie. Lorsqu'un jet d'air à grande vitesse sort de la pompe et traverse l'extrémité du tube de Venturi, il abaisse la pression dans le Venturi (effet Venturi et principe de Bernoulli), aspirant l'insecticide vers le haut depuis le réservoir, qui pulvérise ensuite le liquide insecticide lorsqu'il est entraîné dans le jet d'air. À chaque poussée vers l'avant de la poignée de la pompe, une pulvérisation est produite, semblable à celle d'une bombe aérosol moderne.

## Utilisations dans la culture populaire

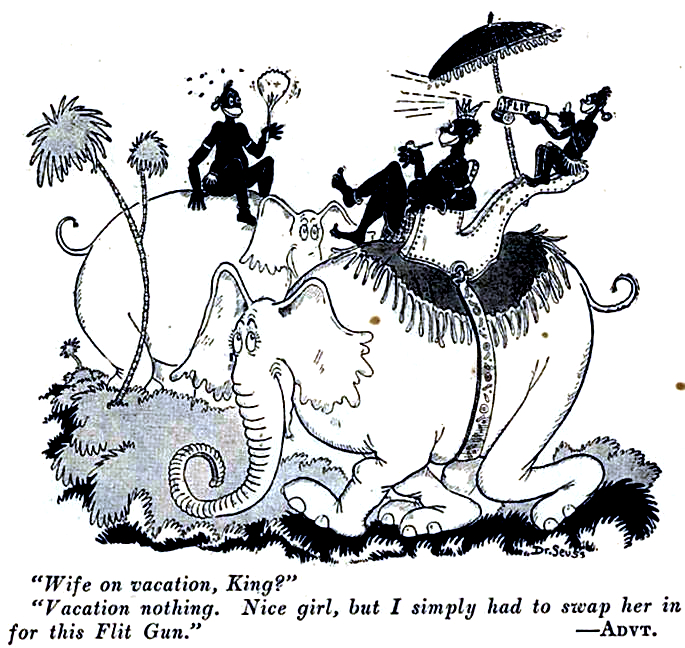
Dessin de presse du Dr Seuss

- Dessin de presse du Dr SeussEn 1927, le caricaturiste américain Dr Seuss publie dans le magazine Judge un dessin humoristique mentionnant la marque Flit. Remarqué par un cadre de Flit, ce dessin lui vaut d'être embauché pendant 17 ans pour la publicité de l'entreprise[1].
- En 1930, dans le film L'explorateur en folie (Animal Crackers) des Marx Brothers, Harpo verse une substance semblable au chloroforme dans un pulvérisateur Flit. Flit utilise son apparition pour sa propre publicité papier[2].
- Dans la nouvelle d'Ernest Hemingway de 1938, Le Papillon et le Tank, pendant la guerre civile espagnole, le personnage central utilise un pulvérisateur manuel pour asperger les clients d'un bar de Madrid avec de l'eau de Cologne, déclenchant une mêlée qui se termine mal.
- Dans L'Affaire Tournesol, dix-huitième aventure de Tintin parue en 1954, le capitaine Haddock fait un grand usage d'un pulvérisateur "fly-tox".
- Dans le livre de Roald Dahl de 1972 Charlie et le Grand Ascenseur de verre, la potion de vieillissement est diffusée par un pulvérisateur manuel selon les illustrations de Quentin Blake.